# 日渡橋
日渡橋（ひわたしはし）は、福島県石川郡浅川町にある道路橋である。

## 概要
- 全長：45.6m
- 幅員：5.5m
- 竣工：1967年[1]

浅川町市街地北側を流れる一級水系阿武隈川水系社川に架かり、福島県道75号塙泉崎線を通す。南詰は浅川字古語宮、北詰は滝輪字森下に位置する。橋上は対面通行ではあるがセンターラインのない隘路で、路側帯も白線は引いてあるものの狭隘である。橋の直下流に支流の殿川の合流点があり、橋南詰上流側には浅川浄化センターが位置する。永年にわたり橋北側の滝輪地区の住民により橋梁周辺の拡幅が要望されているものの、周辺道路の拡幅は予定されているが、橋梁については改良の予定はなく手つかずのままである。

## 沿革
- 1909年11月 - 全長24m、幅員3.6mの木橋として建設される[3]。
- 1967年 - 現在の橋梁が竣工する。

## 周辺
- 殿川合流点下流側右岸に広がる川原がかつての浅川陣屋の処刑場であった。浅川騒動の首謀者も当地で処刑されたとされ、現在市街地東部の城山で行われている浅川の花火大会も、この慰霊のために処刑場跡である弘法山公園で打ち上げられていた。